# Franz-Walter Beyss
Franz-Walter Beyss (* 17. Juli 1943; † 13. November 2012) war ein deutscher Tischtennisspieler. Mit dem Verein DJK TuSA 06 Düsseldorf wurde er in den 1960er Jahren fünfmal Deutscher Mannschaftsmeister.

## Werdegang
Franz-Walter Beyss war zunächst in Odenkirchen aktiv und wechselte 1960 zum Verein DJK TuSA 06 Düsseldorf. 1961 wurde er Westdeutscher Meister im Jungen-Doppel mit Klaus Dickner. Mit Düsseldorf gewann er 1962, 1963, 1964, 1965 und 1967 zusammen mit u. a. Eberhard Schöler, Dieter Forster, Hans-Jörg Offergeld und Herbert Dombrowski die Deutsche Mannschaftsmeisterschaft.
In den 2000er Jahren spielte er in unteren Klassen, bis 2011 beim SSV Gevelsdorf, danach beim TTC Kückhoven.